# Veliko Tarnovo (provins)
Veliko Tarnovo er en af de 28 provinser i Bulgarien, beliggende i den nordlige del af landet, grænsende op til syv andre provinser, blandt andet Pleven, Sliven og Stara Zagora, samt til nabolandet Rumænien. Provinsen har et areal på 4.662 kvadratkilometer og et indbyggertal (pr. 2009) på 293.172.Folketællingen 7. september 2021 viste et indbyggertal på 207.371 i provinsen. Klik på referencen i indledningen i artiklen om Bulgarien for resultat af folketælling.
Veliko Tarnovos hovedstad er byen Veliko Tarnovo, der med sine ca. 103.000 indbyggere også er provinsens største by. Af andre store byer kan nævnes Gorna Orjahovitsa (ca. 51.000 indbyggere), Svisjtov (ca. 38.000 indbyggere) og Pavlikeni (ca. 15.000 indbyggere). Provinsen har nogen af de højeste boligpriser i Bulgarien.